# Keith Usherwood Ingold
Pour les articles homonymes, voir Ingold.
Keith Usherwood Ingold, né le 31 mai 1929 et mort le 8 septembre 2023, est un chimiste britannique.

## Biographie
Il est le fils de Christopher Kelk Ingold et de Hilda Usherwood, et étudie pour un BSc en chimie à l'Université de Londres, obtenant son diplôme en 1949. Il poursuit ses études supérieures avec un doctorat en chimie à l'Université d'Oxford, qu'il termine en 1951. Peu de temps après l'obtention de son diplôme, il part au Canada pour commencer à travailler au Conseil national de recherches, suivi de deux années de recherche postdoctorale à l'Université de la Colombie-Britannique. Il retourne travailler pour le CNRC en 1955 en tant qu'agent de recherche, suivi d'une promotion au poste de chef de la section de chimie des radicaux libres. Il reçoit le prix de chimie pétrolière de 1968, le prix Linus Pauling de 1988, ainsi que la médaille Davy et la Médaille royale de la Royal Society, cette dernière pour "avoir élucidé le mécanisme des réactions impliquant des radicaux libres". En 1995, il est nommé officier de l'Ordre du Canada. Il reçoit des diplômes honorifiques des universités de Guelph, Mount Allison, St Andrews, Carleton, McMaster et Dalhousie.
Ces dernières années, ses travaux se concentrent sur les antioxydants piégeant les radicaux, la vitamine E en particulier, et leur effet sur le vieillissement et sur la prévention des maladies liées à l'âge comme le cancer.